# Lista de inscrições ao Oscar 2022 de melhor filme internacional
Lista de inscrições ao Oscar de melhor filme internacional para a edição de 2022. O prêmio é concedido anualmente pela Academia a um longa-metragem produzido fora dos Estados Unidos que contém principalmente diálogos em outros idiomas. A categoria era anteriormente chamada de melhor filme estrangeiro, mas foi alterada em 2019 para melhor filme internacional.
Para concorrer na edição 2022 do Oscar, os filmes inscritos devem ter sido lançados nos cinemas em seus respectivos países entre 1º de janeiro de 2021 e 31 de dezembro de 2021.

## Filmes inscritos
| Submitting country   | Título em inglês               | Título original                        | Idiomas                          | Direção                                            | Resultado     |
| -------------------- | ------------------------------ | -------------------------------------- | -------------------------------- | -------------------------------------------------- | ------------- |
| África do Sul        | Barakat                        | Barakat                                | Língua africâner, Inglês         | Amy Jephta                                         | Não indicado  |
| Albânia              | Two Lions to Venice            | Dy Luanë drejt Venecias                | Albanês, italiano                | Jonid Jorgji                                       | Não indicado  |
| Alemanha             | I'm Your Man                   | Ich bin dein Mensch                    | Alemão                           | Maria Schrader                                     | Pré-lista     |
| Arábia Saudita       | The Tambour of Retribution     | حد الطار (Had Al Tar)                  | Árabe                            | Abdulaziz Alshlahei                                | Não indicado  |
| Argélia              | Héliopolis                     | (هليوبوليس) (Haliyūbūlīs)              | Algerian Árabe, Francês          | Djafar Gacem                                       | Não indicado  |
| Argentina            | The Intruder                   | El Prófugo                             | Espanhol                         | Natalia Meta                                       | Não indicado  |
| Armênia              | Should the Wind Drop           | Երբ որ քամին հանդարտվի                 | Francês, Armênio, Inglês, Russo  | Nora Martirosyan                                   | Não indicado  |
| Austrália            | When Pomegranates Howl         | When Pomegranates Howl                 | Pashto, Persa                    | Granaz Moussavi                                    | Não indicado  |
| Áustria              | Great Freedom                  | Große Freiheit                         | Alemão                           | Sebastian Meise                                    | Pré-lista     |
| Azerbaijão           | The Island Within              | Daxildəki Ada                          | Azerbaijani                      | Ru Hasanov                                         | Não indicado  |
| Bangladesh           | Rehana                         | রেহানা মরিয়ম নূর (Rehana Maryam Noor)       | Bengali                          | Abdullah Mohammad Saad                             | Não indicado  |
| Bélgica              | Playground                     | Un monde                               | Francês                          | Laura Wandel                                       | Pré-lista     |
| Butão                | Lunana: A Yak in the Classroom | লুনানা                                    | Dzongkha                         | Pawo Choyning Dorji                                | Indicado      |
| Bolívia              | The Great Movement             | El Gran Movimiento                     | Espanhol                         | Kiro Russo                                         | Não indicado  |
| Bósnia e Herzegovina | The White Fortress             | Tabija                                 | Bósnio, Inglês                   | Igor Drljaca                                       | Não indicado  |
| Brasil               | Private Desert                 | Deserto Particular                     | Português                        | Aly Muritiba                                       | Não indicado  |
| Bulgária             | Fear                           | Страх (Strah)                          | Búlgaro                          | Ivaylo Hristov                                     | Não indicado  |
| Camboja              | White Building                 | ប៊ូឌីញ ស                                  | Khmer                            | Kavich Neang                                       | Não indicado  |
| Camarões             | Hidden Dreams                  | Rêves cachés                           | Inglês, Francês                  | Ngang Romanus                                      | Não indicado  |
| Canadá               | Drunken Birds                  | Les Oiseaux ivres                      | Francês, Espanhol                | Ivan Grbovic                                       | Não indicado  |
| Cazaquistão          | Yellow Cat                     | Сары мысық                             | Casaque, Russo                   | Adilkhan Yerzhanov                                 | Não indicado  |
| Chade                | Lingui, The Sacred Bonds       | Lingui, les liens sacrés               | Francês, Chadian Árabe           | Mahamat Saleh Haroun                               | Não indicado  |
| Chile                | White on White                 | Blanco en blanco                       | Espanhol                         | Theo Court                                         | Não indicado  |
| China                | Cliff Walkers                  | 悬崖之上 (Xuan ya zhi shang)           | Chinês                           | Zhang Yimou                                        | Não indicado  |
| Colômbia             | Memoria                        | Memoria                                | Espanhol, Inglês                 | Apichatpong Weerasethakul                          | Não indicado  |
| Coreia do Sul        | Escape from Mogadishu          | 모가디슈                               | Coreano, Inglês, Somali, Árabe   | Ryoo Seung-wan                                     | Não indicado  |
| Costa Rica           | Clara Sola                     | Clara Sola                             | Espanhol                         | Nathalie Álvarez Mesén                             | Não indicado  |
| Croácia              | Tereza37                       | Tereza37                               | Croata                           | Danilo Šerbedžija                                  | Não indicado  |
| Chéquia              | Zátopek                        | Zátopek                                | Tcheco                           | David Ondříček                                     | Não indicado  |
| Dinamarca            | Flee                           | Flugt                                  | Dinamarquês, Inglês              | Jonas Poher Rasmussen                              | Indicado      |
| Equador              | Submersible                    | Sumergible                             | Espanhol                         | Alfredo León León                                  | Não indicado  |
| Egito                | Souad                          | سعاد                                   | Árabe                            | Ayten Amin                                         | Não indicado} |
| Eslovênia            | Sanremo                        | Sanremo                                | Eslovêno                         | Miroslav Mandić                                    | Não indicado  |
| Eslováquia           | 107 Mothers                    | Cenzorka                               | Eslovaco, Ucraniano, Russo       | Péter Kerekes                                      | Não indicado  |
| Espanha              | The Good Boss                  | El buen patrón                         | Espanhol                         | Fernando León de Aranoa                            | Pré-lista     |
| Estónia              | On the Water                   | Vee peal                               | Estoniano                        | Peeter Simm                                        | Não indicado  |
| Finlândia            | Compartment No. 6              | Hytti nro 6                            | Finlandês, Russo                 | Juho Kuosmanen                                     | Pré-lista     |
| França               | Titane                         | Titane                                 | Francês                          | Julia Ducournau                                    | Não indicado  |
| Geórgia              | Brighton 4th                   | მეოთხე ბრაიტონი                        | Georgiano, Inglês, Russo         | Levan Koguashvili                                  | Não indicado  |
| Grécia               | Digger                         | Digger                                 | Grego                            | Georgis Grigorakis                                 | Não indicado  |
| Haiti                | Freda                          | Freda                                  | Língua crioula haitiana          | Gessica Généus                                     | Não indicado  |
| Hong Kong            | Zero to Hero                   | 媽媽的神奇小子                         | Cantonese                        | Jimmy Wan                                          | Não indicado  |
| Hungria              | Post Mortem                    | Post Mortem                            | Húngaro, Alemão                  | Péter Bergendy                                     | Não indicado  |
| Islândia             | Lamb                           | Dýrið                                  | Islandês                         | Valdimar Jóhannsson                                | Pré-lista     |
| Índia                | Pebbles                        | கூழாங்கல் (Koozhangal)                     | Tamil                            | P.S. Vinothraj                                     | Não indicado  |
| Indonésia            | Yuni                           | Yuni                                   | Indonésio, Serang-Javanês        | Kamila Andini                                      | Não indicado  |
| Irão                 | A Hero                         | قهرمان                                 | Persa                            | Asghar Farhadi                                     | Pré-lista     |
| Iraque               | Europa                         | أوروبا                                 | Árabe, Búlgaro, Inglês           | Haider Rashid                                      | Não indicado  |
| Irlanda              | Foscadh                        | Foscadh                                | Iraniano                         | Seán Breathnach                                    | Não indicado  |
| Israel               | Let It Be Morning              | ויהי בוקר, ليكن صباحا                  | Árabe, Hebraico                  | Eran Kolirin                                       | Não indicado  |
| Itália               | The Hand of God                | È stata la mano di Dio                 | italiano                         | Paolo Sorrentino                                   | Indicado      |
| Japão                | Drive My Car                   | ドライブ・マイ・カー                   | Japonês                          | Ryūsuke Hamaguchi                                  | Indicado      |
| Jordânia             | Amira                          | Amira                                  | Árabe                            | Mohamed Diab                                       | Indicado      |
| Quênia               | Mission to Rescue              | Mission to Rescue                      | Swahili                          | Gilbert Lukalia                                    | Não indicado  |
| Kosovo               | Hive                           | Zgjoi                                  | Albanês                          | Blerta Basholli                                    | Pré-lista     |
| Quirguistão          | Shambala                       | Шамбала                                | Kyrgyz, Inglês                   | Artykpai Suyundukov                                | Não indicado  |
| Letônia              | The Pit                        | Bedre                                  | Letão                            | Dace Pūce                                          | Não indicado  |
| Líbano               | Costa Brava, Lebanon           | كوستابرافا                             | Árabe                            | Mounia Akl                                         | Não indicado  |
| Lituânia             | Isaac                          | Izaokas                                | Lituano, Alemão, Russo           | Jorge Matulaitis                                   | Não indicado  |
| Luxemburgo           | Io sto bene                    | Io sto bene                            | italiano, Francês, Luxembourgish | Donato Rotunno                                     | Não indicado  |
| Malawi               | Fatsani: A Tale of Survival    | Fatsani                                | Inglês, Nyanja                   | Gift Sukez Sukali                                  | Não indicado  |
| Malásia              | Hail, Driver!                  | Prebet Sapu                            | Malaio, Chinês                   | Muzzamer Rahman                                    | Não indicado  |
| Malta                | Luzzu                          | Luzzu                                  | Maltese                          | Alex Camilleri                                     | Não indicado  |
| México               | Prayers for the Stolen         | Noche de fuego                         | Espanhol                         | Tatiana Huezo                                      | Pré-lista     |
| Montenegro           | After the Winter               | Poslije zime                           | Serbo-Croata                     | Ivan Bakrač                                        | Não indicado  |
| Marrocos             | Casablanca Beats               | علّي صوتك                               | Árabe                            | Nabil Ayouch                                       | Não indicado  |
| Países Baixos        | Do Not Hesitate                | Do Not Hesitate                        | Holandês, Inglês, Árabe          | Shariff Korver                                     | Não indicado  |
| Macedônia do Norte   | Sisterhood                     | Сестри (Sestri)                        | Macedônio                        | Dina Duma                                          | Não indicado  |
| Noruega              | The Worst Person in the World  | Verdens verste menneske                | Norueguês                        | Joachim Trier                                      | Indicado      |
| Palestina            | The Stranger                   | الغريب (Al Garib)                      | Árabe                            | Ameer Fakher Eldin                                 | Não indicado  |
| Panamá               | Plaza Catedral                 | Plaza Catedral                         | Espanhol                         | Abner Benaim                                       | Pré-lista     |
| Paraguai             | Nothing but the Sun            | Apenas el Sol                          | Ayoreo, Espanhol                 | Arami Ullón                                        | Não indicado  |
| Peru                 | Powerful Chief                 | Manco Cápac                            | Espanhol, Quechua                | Henry Vallejo                                      | Não indicado  |
| Polónia              | Leave No Traces                | Żeby nie było śladów                   | Polonês                          | Jan P. Matuszyński                                 | Não indicado  |
| Portugal             | The Metamorphosis of Birds     | A Metamorfose dos Pássaros             | Português                        | Catarina Vasconcelos                               | Não indicado  |
| República Dominicana | Holy Beasts                    | La Fiera y la Fiesta                   | Espanhol                         | Laura Amelia Guzmán, Israel Cárdenas               | Não indicado  |
| Roménia              | Bad Luck Banging or Loony Porn | Babardeală cu bucluc sau porno balamuc | Romeno                           | Radu Jude                                          | Não indicado  |
| Rússia               | Unclenching the Fists          | Разжимая кулаки (Razzhimaya kulaki)    | Ossetian                         | Kira Kovalenko                                     | Não indicado  |
| Sérvia               | Oasis                          | Оаза                                   | Sérvio                           | Ivan Ikić                                          | Não indicado  |
| Singapura            | Precious Is the Night          | 今宵多珍重                             | Chinês                           | Wayne Peng                                         | Não indicado  |
| Somália              | The Gravedigger's Wife         | The Gravedigger's Wife                 | Somali                           | Khadar Ayderus Ahmed                               | Não indicado  |
| Suécia               | Tigers                         | Tigrar                                 | Inglês, Sueco, italiano          | Ronnie Sandahl                                     | Não indicado  |
| Suíça                | Olga                           | Olga                                   | Francês, Ucraniano               | Elie Grappe                                        | Não indicado  |
| Taiwan               | The Falls                      | 瀑布                                   | Chinês                           | Chung Mong-hong                                    | Não indicado  |
| Tailândia            | The Medium                     | ร่างทรง (Rang Song)                     | Isan, Tailandês                  | Banjong Pisanthanakun                              | Não indicado  |
| Tunísia              | Golden Butterfly               | فرططو الذهب (Papillon d'Or)            | Árabe, Francês                   | Abdelhamid Bouchnak                                | Não indicado  |
| Turquia              | Commitment Hasan               | Bağlılık Hasan                         | Turco                            | Semih Kaplanoğlu                                   | Não indicado  |
| Ucrânia              | Bad Roads                      | Погані дороги                          | Russo, Ucraniano                 | Natalia Vorozhbyt                                  | Não indicado  |
| Reino Unido          | Dying to Divorce               | Dying to Divorce                       | Turco, Inglês                    | Chloe Fairweather                                  | Não indicado  |
| Uruguai              | The Broken Glass Theory        | La teoría de los vidrios rotos         | Espanhol                         | Diego Fernández                                    | Não indicado  |
| Uzbequistão          | 2000 Songs of Farida           | Faridaning Ikki Ming qo'shig'i         | Usbeque                          | Yalkin Tuychiev                                    | Não indicado  |
| Venezuela            | The Inner Glow                 | Un destello interior                   | Espanhol                         | Andrés Eduardo Rodríguez, Luis Alejandro Rodríguez | Não indicado  |
| Vietname             | Dad, I'm Sorry                 | Bố già                                 | Vietnamita                       | Trấn Thành, Vũ Ngọc Đãng                           | Não indicado  |